# Гербстер (Вісконсин)
Гербстер (англ. Herbster) — переписна місцевість (CDP) в США, в окрузі Бейфілд штату Вісконсин. Населення — 130 осіб (2020).

## Географія
Гербстер розташований за координатами 46°50′32″ пн. ш. 91°14′31″ зх. д. / 46.84222° пн. ш. 91.24194° зх. д. (46.842197, -91.241900).  За даними Бюро перепису населення США в 2010 році переписна місцевість мала площу 14,43 км², уся площа — суходіл.

## Демографія
Згідно з переписом 2010 року, у переписній місцевості мешкали 104 особи в 53 домогосподарствах у складі 39 родин. Густота населення становила 7 осіб/км².  Було 195 помешкань (14/км²).
Расовий склад населення:
| - 98,1 % — білих - 1,0 % — осіб інших рас |

До двох чи більше рас належало 1,0 %. Частка іспаномовних становила 1,9 % від усіх жителів.
За віковим діапазоном населення розподілялося таким чином: 10,6 % — особи молодші 18 років, 50,0 % — особи у віці 18—64 років, 39,4 % — особи у віці 65 років та старші. Медіана віку мешканця становила 60,7 року. На 100 осіб жіночої статі у переписній місцевості припадало 116,7 чоловіків;  на 100 жінок у віці від 18 років та старших — 111,4 чоловіків також старших 18 років.
Середній дохід на одне домашнє господарство  становив 62 556 доларів США (медіана — 61 250), а середній дохід на одну сім'ю — 68 811 долар (медіана — 80 139). За межею бідності перебувало 1,0 % осіб, у тому числі 0,0 % дітей у віці до 18 років та 2,1 % осіб у віці 65 років та старших.
Цивільне працевлаштоване населення становило 35 осіб. Основні галузі зайнятості: публічна адміністрація — 25,7 %, транспорт — 20,0 %, науковці, спеціалісти, менеджери — 14,3 %, мистецтво, розваги та відпочинок — 11,4 %.